# لاکشمانا
لاکشمانا یا لاکان برادر کوچکتر و همراه همیشگی راما و از شخصیت‌های اصلی حماسهٔ رامایانا است.
او در دوران تبعید ۱۴ سالهٔ راما و همسرش سیتا به جنگل کمک‌های فراوانی به آن دو کرد. پس از ربوده شدن سیتا توسط راوانا لاکشمانا نقش مهمی در مبارزه با راوانا و نجات سیتا ایفا کرد و حتی ایندراجیت پسر راوانا را نیز به قتل رساند.